# عسكران (أسلم)

تعديل مصدري - تعديل

عسكران هي إحدى قرى عزلة أسلم اليمن بمديرية أسلم التابعة لمحافظة حجة، بلغ تعداد سكانها 67 نسمة حسب تعداد اليمن لعام 2004.